# Robot Hall of Fame
Robot Hall of Fame grundades 2003 av School of Computer Science vid Carnegie Mellon University i Pittsburgh, Pennsylvania, USA.
Syftet är att belöna både framsteg inom robot-teknologi samt robotar inom science fiction som har tjänat som inspiration inom robotiken.

## Lista över invalda

### 2003
- HAL 9000 – datorsystemet från filmen 2001 – Ett rymdäventyr
- Mars Pathfinder Sojourner Rover – utforskade Mars 1997
- R2-D2 – en fiktiv robot från filmserien Stjärnornas krig
- Unimate – den första industriroboten, arbetade vid en montetingslinje hos General Motors 1961

### 2004
- ASIMO – en humanoid robot a byggd av Honda
- Astro Boy – en fiktiv robot
- C-3PO – fiktiv robot från filmserien Stjärnornas krig
- Robby the Robot – fiktiv robot från filmen Forbidden Planet
- Shakey the Robot – den första rörliga roboten som kunde resonera fram sina egna handlingar